# Coronilla valentina
Coronilla valentina är en ärtväxtart som beskrevs av Carl von Linné. Coronilla valentina ingår i släktet kroniller, och familjen ärtväxter. IUCN kategoriserar arten globalt som livskraftig.

## Underarter
Arten delas in i följande underarter:
- C. v. glauca
- C. v. pentaphylla
- C. v. speciosa
- C. v. valentina

## Bildgalleri

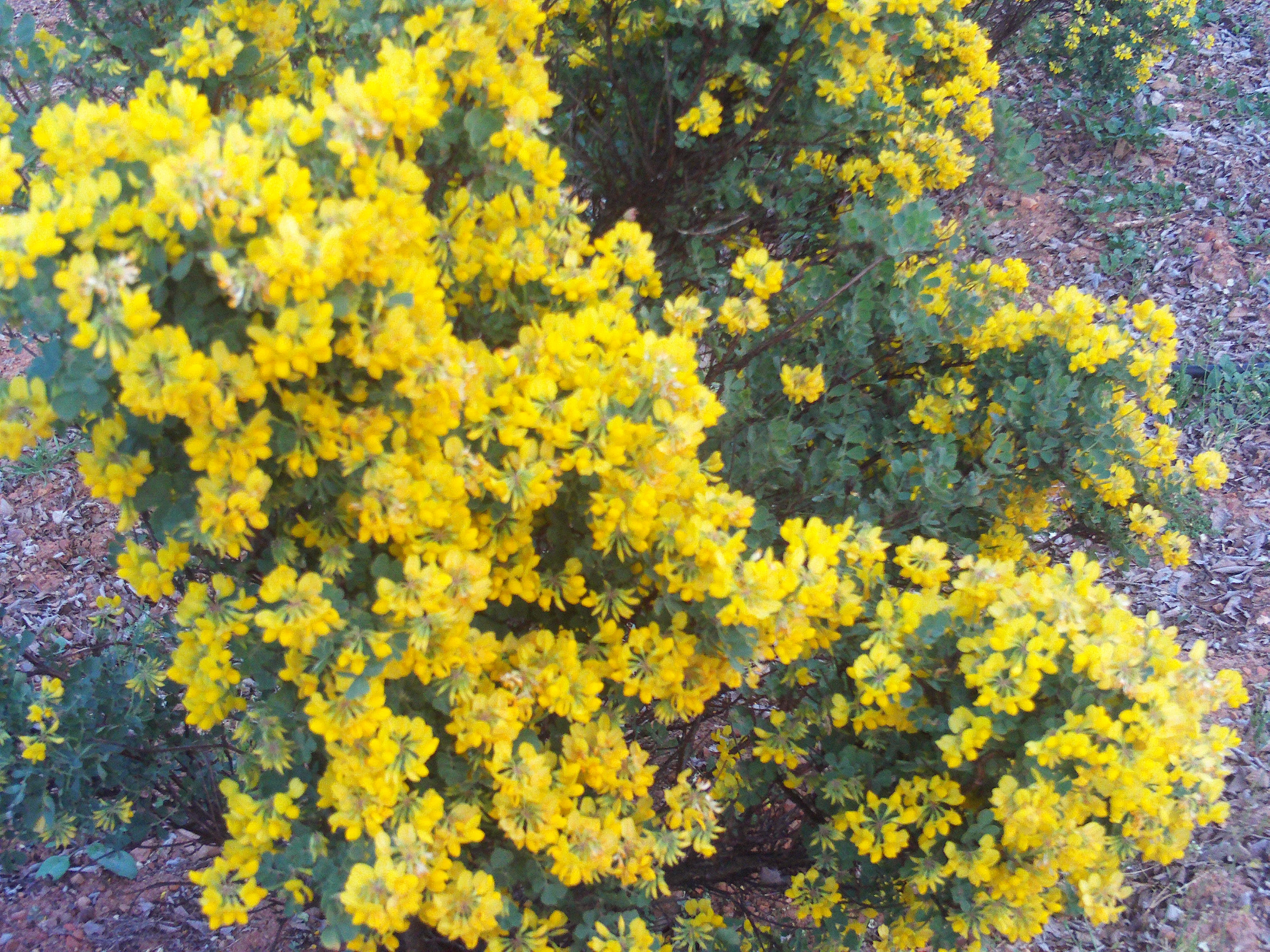
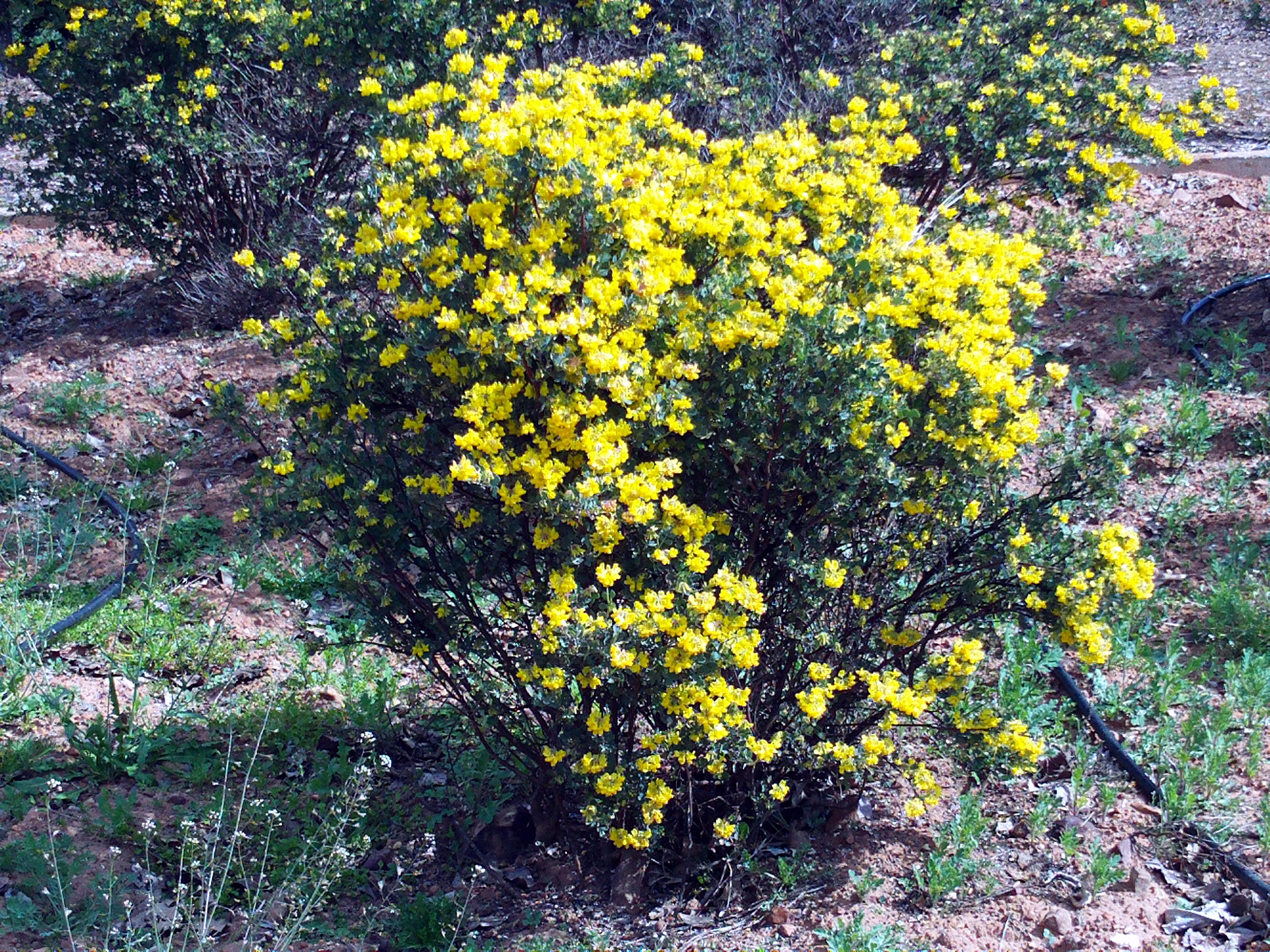
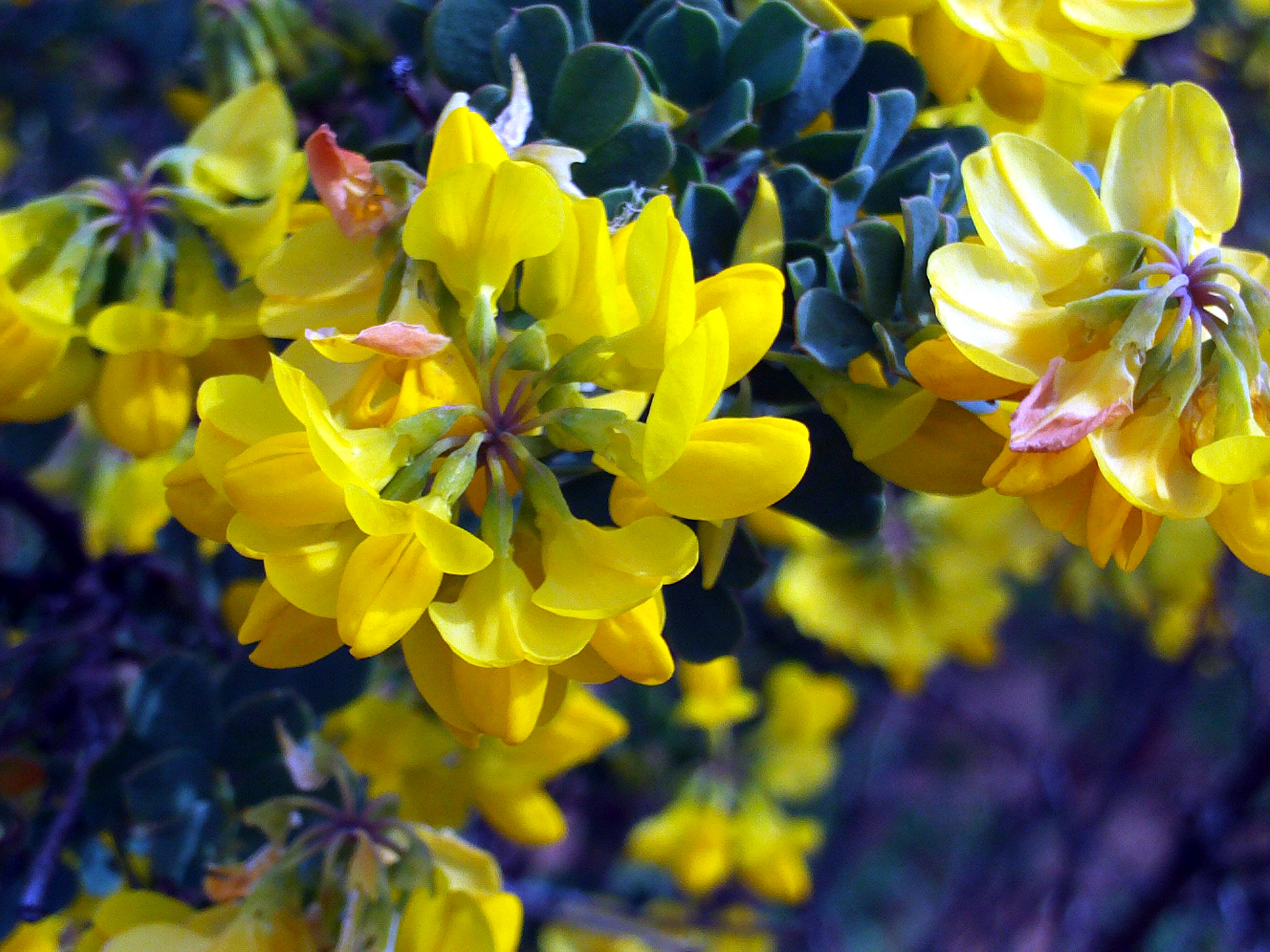
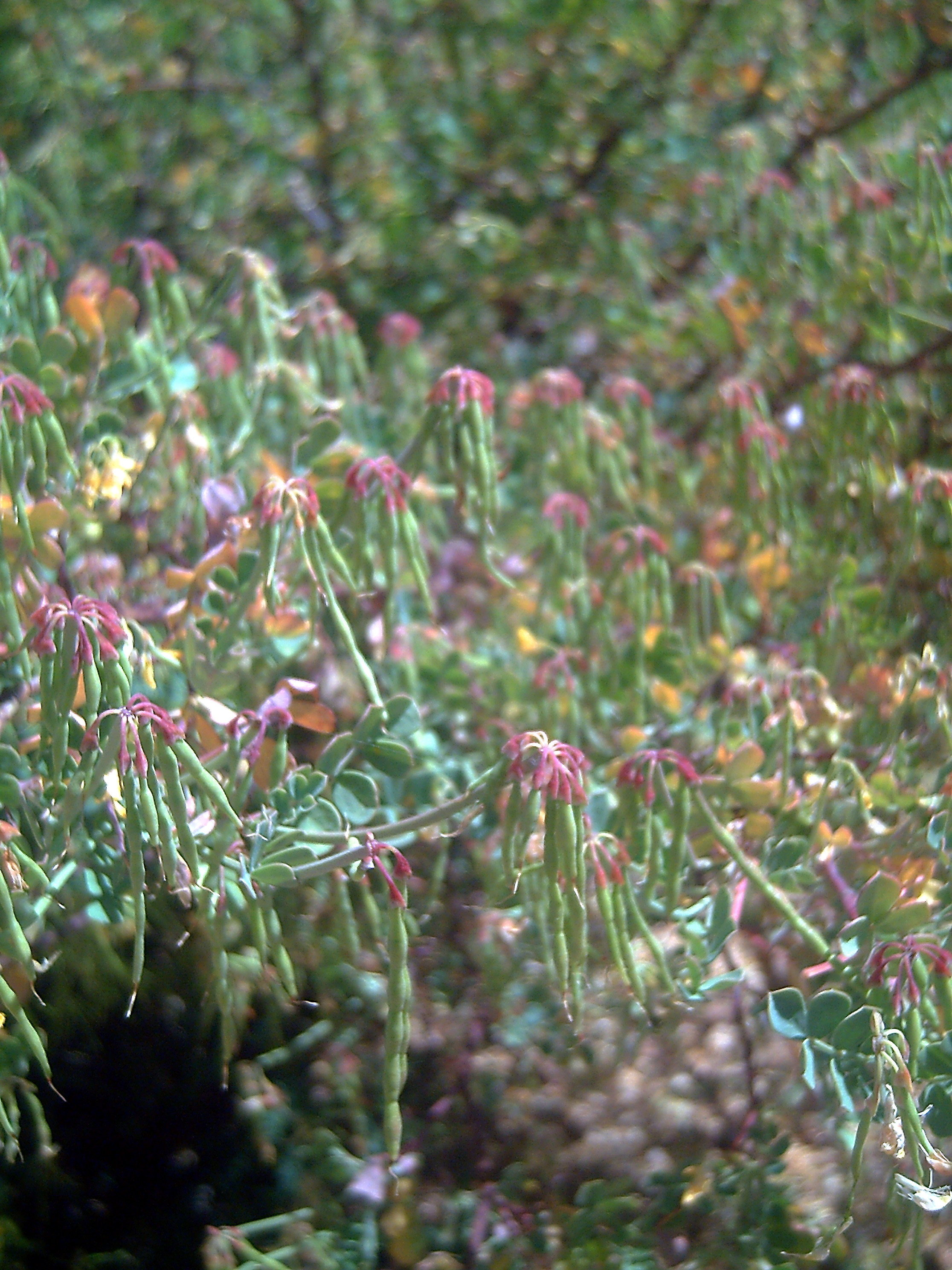